# Brandförsvarets grader i Belgien
Brandförsvarets grader i Belgien visar den hierarkiska ordningen vid de belgiska brandkårerna.

## Grader och gradbeteckningar
| Brandingenjörer | Brandingenjörer     |
| --------------- | ------------------- |
|                 | Luitenant-kolonel   |
|                 | Majoor              |
|                 | Kapitein-commandant |
|                 | Kapitein            |
|                 | Luitenant           |
|                 | Onderluitenant      |
| Brandmästare    |                     |
|                 | Adjudant-chef       |
|                 | Adjudant            |
|                 | Sergeant-majoor     |
|                 | 1ste Sergeant       |
|                 | Sergeant            |
| Brandmän        |                     |
|                 | Korporaal           |
|                 | Brandweerman        |

## Hjälmar
| Brandingenjörer | Brandingenjörer     |
| --------------- | ------------------- |
|                 | Luitenant-kolonel   |
|                 | Majoor              |
|                 | Kapitein-commandant |
|                 | Kapitein            |
|                 | Luitenant           |
|                 | Onderluitenant      |
| Brandmästare    |                     |
|                 | Opperadjudant       |
|                 | Adjudant            |
|                 | Sergeant-majoor     |
|                 | 1ste Sergeant       |
|                 | Sergeant            |
| Brandmän        |                     |
|                 | Korporaal           |
|                 | Brandweerman        |